# Impatiens opinata
Impatiens opinata är en balsaminväxtart som beskrevs av William Grant Craib. Impatiens opinata ingår i släktet balsaminer, och familjen balsaminväxter. Inga underarter finns listade i Catalogue of Life.